# .ua
Pour les articles homonymes, voir UA.

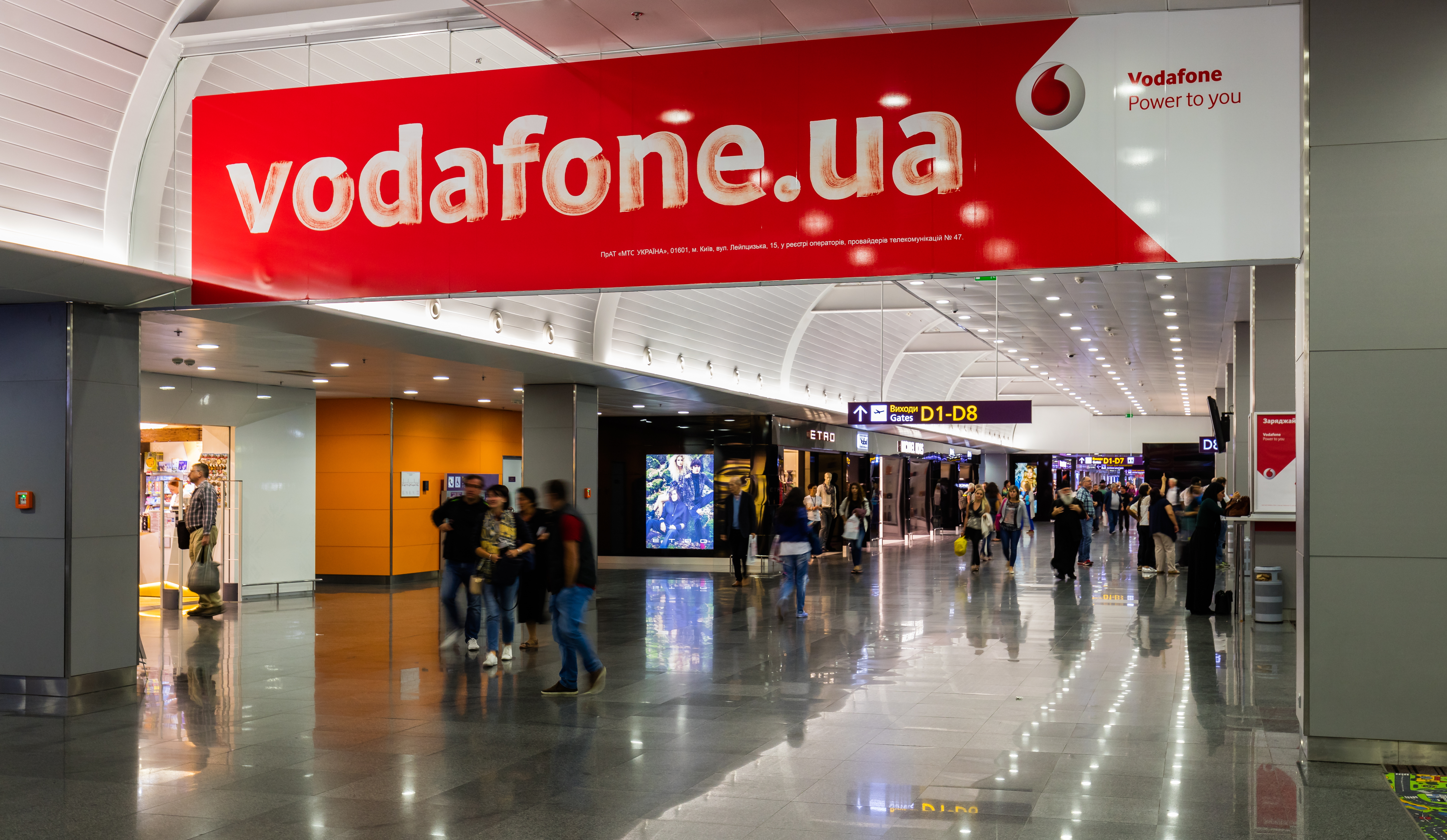

.ua est le domaine de premier niveau national (country code top level domain : ccTLD) réservé à l'Ukraine. Le domaine a été introduit en 1992.

## Nom de domaine internationalisé
.укр (d'après ukrainien : Україна, Oukraïna, c'est-à-dire « Ukraine » ; en punycode : xn--90ae) est le domaine de premier niveau national (ccTLD) pour l'Ukraine. C'est la version internationalisée adaptée pour l'alphabet ukrainien.